# Museo Moto Guzzi
Il Museo Moto Guzzi è un museo d'impresa situato a Mandello del Lario, in provincia di Lecco, all'interno della fabbrica di motociclette Moto Guzzi. L'esposizione del museo ripercorre la storia della produzione delle moto, dai prototipi ai primi modelli di serie.
Tra gli oltre 150 pezzi, spiccano la prima motocicletta costruita nel 1919 da Carlo Guzzi, e il primo modello Moto Guzzi GT "Norge" del 1928. Il percorso espositivo si sofferma anche sulle moto di serie che furono molto diffuse nell'Italia del dopoguerra.
Un'altra sezione è dedicata ai veicoli da corsa, dalla Guzzi 4V del 1924, alla 350 che vinse il Campionato del Mondo nel 1950.
Nell'ultima sezione sono illustrati con alcuni filmati i momenti più significativi della storia della produzione della fabbrica Guzzi.